# Rybník (okres Revúca)
Rybník (maďarsky Újvásár) je obec na Slovensku v okrese Revúca.

## Historie
Rybník je poprvé písemně zmíněn v roce 1266 jako Sancta Crux, další historická jména jsou: Vyuasar (1381), Ribnik Vywasar (1599) a Ribnik (1773). Ve středověku zde byl nazaretský klášter a nedaleko obce stával hrad Drienok, který zanikl v 15. století. Obec byla v majetku rodu Derencsényiů, v 18. století byl Rybník v panství hradu Muráň. V roce 1828 zde bylo 60 domů a 464 obyvatel zaměstnaných jako zemědělci a výrobci dřevěného nádobí. V roce 1964 byla k obci přičleněna obec Brusník.

## Pamětihodnosti
- Evangelický kostel, jednolodní raněgotická stavba s pravoúhlým ukončením presbytáře, bez věže, z druhé poloviny 13. století.[4] Nachází se v romantické odlehlé poloze, jihovýchodně od vesnice. První písemná zmínka o něm a obci je z roku 1266. Presbytérium je zaklenuto gotickou křížovou klenbou. Kostel byl mírně upravován v 18. století, kdy dostal nové vnitřní zařízení. Kostel byl v 60.-80. letech 14. století vymalován hodnotnými freskami, uvádí se, že autorem může být Mistr ochtinského presbytáře. Zobrazují výjevy ze života Krista. Nástěnné malby byly obnovovány s přispěním státu v roce 1929.[5] V interiéru se nachází dřevěná protestantská empora pomalovaná rustikálními rostlinnými motivy. Kazatelna i varhany jsou barokní, pocházející z 18. století. Kostel, vzhledem k malému počtu věřících, dlouho chátral, od roku 2014 se však dočkal postupné obnovy.[6]
- Evangelická zvonice, fragment nedostavěného kostela, neorománská stavba na půdorysu čtverce z počátku 20. století.[7]